# Ledenpop

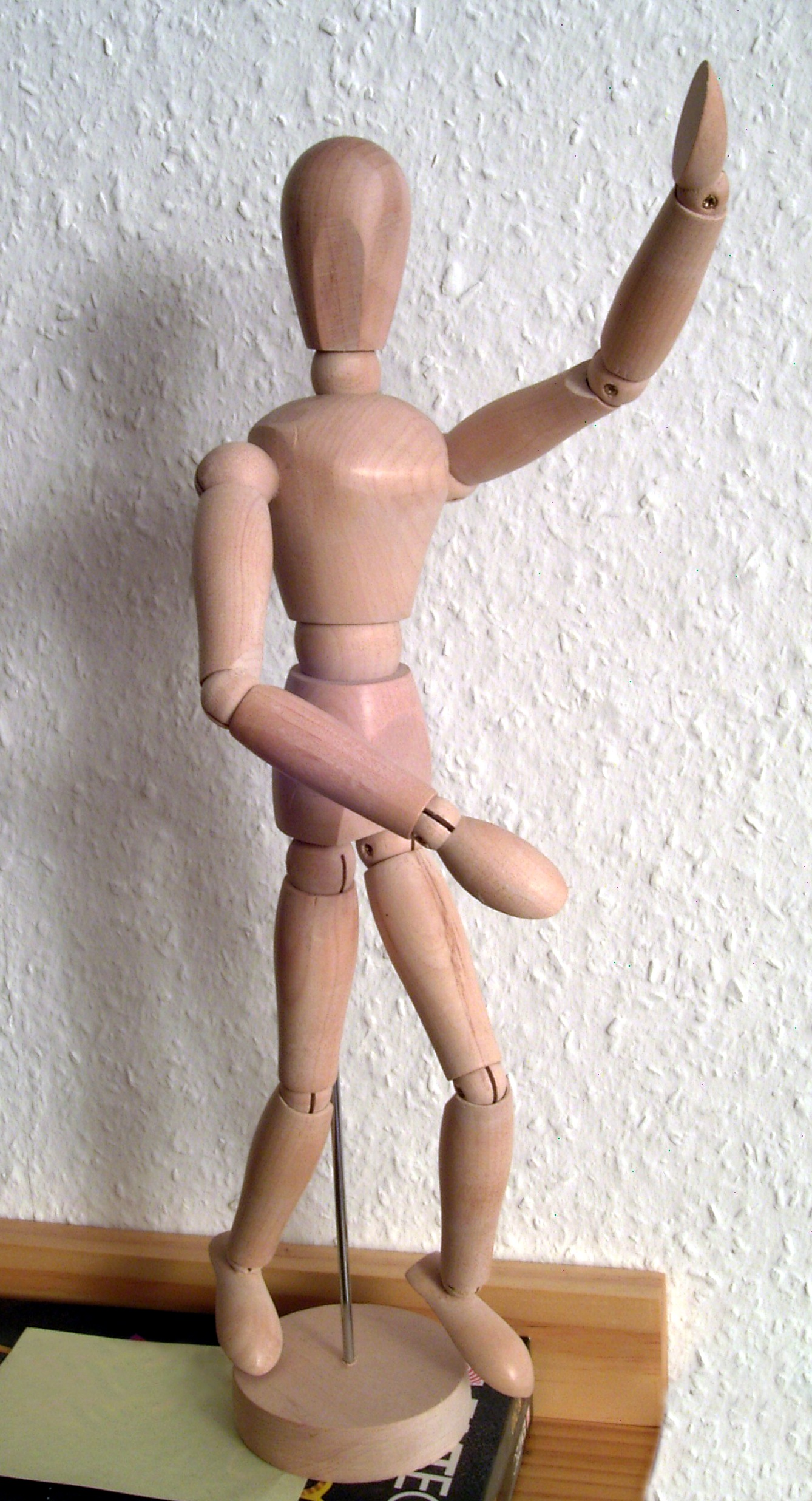
Ledenpop

Een ledenpop is een meestal houten model van een mens, waarvan de ledematen kunnen draaien en scharnieren in alle richtingen.
Ledenpoppen worden door kunstenaars gebruikt als model van een mens. Omdat de pop in verschillende standen kan worden gezet, is het een goed hulpmiddel om bijvoorbeeld verkorting van lichaamsdelen weer te geven.